# Тоёда, Соэму
Соэму Тоёда (яп. 豊田副武 Тоёда Соэму, 22 мая 1885 — 22 сентября 1957) — адмирал Японского императорского флота времён Второй мировой войны.

## Биография

### Начало карьеры
Тоёда родился в префектуре Оита, в окрестностях города Кицуки. В 1905 году он окончил Военную академию Императорского флота Японии в составе 33 выпуска, 26-м из 176 кадетов. Служил мичманом на крейсерах «Хасидатэ» и «Ниссин», потом в звании младшего лейтенанта переведён на эсминец типа «камикадзэ» «Асацую».
Тоёда вернулся в академию для изучения торпедной и морской артиллерии. Став в 1911 году лейтенантом, он служил на линейном крейсере «Курама». Соэму с отличием окончил Высшую военную академию в 1915 году, получил звание лейтенант-коммандера через два года, и на протяжении двух лет с этого времени был адъютантом адмирала Мотомаро Ёсимасы. В 1919—1922 годах Тоёда посещал Великобританию в качестве военного атташе, в поездке получил звание капитана 3-го ранга.
В Японии Тоёда был назначен административным работником на крейсере «Кума». Он шёл вверх по карьерной лестнице, получил звание капитана 1-го ранга и получил своё первое судно — крейсер «Юра», а в декабре 1930 года — «линкор Хюга». Сопровождал Исороку Ямомото во время подписания Лондонского морского договора. 1 декабря 1931 года Тоёде присвоили звание контр-адмирала.
С декабря 1931 по февраль 1933 года Тоёда управлял Вторым отделом генштаба флота Японии, а 15 ноября 1935 года получил звание вице-адмирала.
С 1935 по 1937 год Тоёда являлся директором Бюро поставок, а 20 октября 1937 года стал Верховным главнокомандующим 4-м флотом Японской империи. После этого его назначили главкомверхом Второго флота в ноябре 1938 года. Тоёда принимал активное участие во Второй японо-китайской войне, а в 1939—1941 годах он занимал пост командующего корабельным строительством.

### Вторая мировая война
18 сентября 1941 года Соэму Тоёда получил звание полного адмирала. Во время атаки на Пёрл-Харбор он был командующим базы ВМС в Курэ. Тоёда был резко против войны с США, которую, как он считал, изначально невозможно было выиграть.
10 ноября 1942 года Тоёда стал членом Высшего военного совета, где тщетно прикладывал усилия к тому, чтобы увеличить финансирование морской авиации, однако не смог выдержать противостояния с Императорской ставкой. 21 апреля 1943 года Соэму понизили в должности, сместив из совета и назначив командовать военным округом Йокосука.
После смерти адмирала Минэити Коги Тоёда был назначен главнокомандующим Объединённого флота 3 мая 1944 года. В июне того же года он разработал и воплотил «План „А-го“», который привёл к тому, что японский флот под командованием Одзавы Дзисабуро потерпел крупное поражение в Битве за Филиппины. Тоёда также спланировал операцию «Сё-го», которая привела к другому крупному поражению в сражении в проливе Суригао. Тоёда знал, что оба плана являются рискованными, но последовал им из-за того, что у Императорского флота запасы топлива и продовольствия стали подходить к концу. Тем не менее агрессивная защитная стратегия Тоёды не принесла желаемых плодов. После этого Тоёда подписал самоубийственный план «Тэн-го», послав линкор «Ямато» в последнее плавание на Окинаву.
Тоёда заменил ушедшего в отставку Косиро Окаву на посту главнокомандующего военным флотом, став последним главнокомандующим Японским Императорским флотом.
Тоёда принимал участие в многочисленных аудиенциях у императора, касавшихся капитуляции Японии. Изначально министр флота Мицумаса Ёнай надеялся на то, что Соэму сможет оказать влияние на командующего армией Ёсиро Умэдзу (они были земляками). Тем не менее, Тоёда присоединился к Умэдзу в несогласии с Потсдамской декларацией от 26 июля 1945 года. Тоёда был за то, чтобы окончить войну, но считал, что правительство может выторговать более выгодные условия. После атомных бомбардировок Хиросимы и Нагасаки позиция Тоёды стала ещё более жёсткой. Он говорил, что японцы должны защищать Японские острова до последнего человека.

## После войны
Когда война кончилась, в Токио 14 ноября Тоёду допрашивал контр-адмирал Ральф Ости. По результатам допроса было отмечено, что Тоёда «очень умён и широко информирован», а также высказывает резко критические суждения относительно силы влияния военных на японское правительство. Он высказывал мнение, что война в Китае должна быть окончена, даже если это потребует жертв, чтобы люди и ресурсы могли быть переведены на тихоокеанский фронт. В 1946—1948 годах арестовавшие Тоёду американские оккупационные власти держали его в заключении в тюрьме Сугамо, однако ему не было предъявлено никакого обвинения, и он был освобождён.
Прожил 72 года, скончался от сердечного приступа.

### Книги
- Залесский К. А. Кто был кто во Второй мировой войне. Союзники Германии. — М.: АСТ, 2004. — Т. 2. — 492 с. — ISBN 5-271-07619-9.
- Butow, Robert J. C.[англ.]. Japan's Decision to Surrender (неопр.). — Stanford University Press, 1954.
- Dull, Paul S. A Battle History of the Imperial Japanese Navy, 1941-1945 (англ.). — United States Naval Institute, 1978. — ISBN 0-87021-097-1.
- Frank, Richard B. Downfall: the End of the Imperial Japanese Empire (англ.). — Penguin, non-classics, 1999. — ISBN 0-14-100146-1.
- Sheftall, M.G. Blossoms in the Wind: Human Legacies of the Kamikaze (англ.). — NAL Caliber, 2005. — ISBN 0-451-21487-0.
- Y'Blood, William T. Red Sun Setting: The Battle of the Philippine Sea (англ.). — United States Naval Institute, 2003. — ISBN 1-59114-994-0.